# Abitur
Abitur é o exame que conclui o ensino secundário na Alemanha, feito por estudantes depois de doze ou treze anos de estudos, segundo as leis dos diferentes estados (ver Estados da Alemanha). O Abitur permite o ingresso em universidades alemãs, de vários países da Europa e dos Estados Unidos.
O exame é equivalente ao Baccalauréat francês, ao Advanced Level («A Levels») britânico, ao Highers escocês, ao Studentexamen sueco, ao Ylioppilastutkinto finlandês, ao  SAT e ACT dos Estados Unidos e ao ENEM do Brasil. Na Áustria e na Suíça é equivalente a Matura.